# Politiken Cup
La Politiken Cup è un torneo di scacchi open che si svolge in Danimarca dal 1979. È organizzato dalla Federazione scacchistica danese (Dansk Skak Union).
Il nome deriva dal quotidiano danese Politiken, che fino al 2015 è stato il principale sponsor.
Dal 2016 ha preso il nome di Xtracon Chess Open, in quanto sponsorizzato dalla società danese Xtracon A/S, il cui proprietario è un appassionato di scacchi.
Fino al 2005 il torneo si svolgeva a Copenaghen e dintorni, dal 2006 si svolge a Helsingør. 
Tutte le edizioni sono state aperte a qualsiasi partecipante, ad eccezione del 1983, quando è stato riservato solo a giocatori invitati.   
Nella prima edizione vi furono solo 22 partecipanti, nel corso degli anni è diventato uno dei più importanti open internazionali di scacchi. Tra i vincitori vi sono stati nomi prestigiosi come 
l'ex campione del mondo Vasilij Smyslov nel 1980 e 1986, Viktor Korčnoj nel 1996 e Nigel Short nel 2006. Magnus Carlsen ottenne la sua terza norma di Grande Maestro in questo torneo nel 2003.

## Vincitori della Politiken Cup
| #  | Anno | Vincitori                                                                           | Punti  |
| -- | ---- | ----------------------------------------------------------------------------------- | ------ |
| 1  | 1979 | Carsten Høi                                                                         | 7½ /10 |
| 2  | 1980 | Vasilij Smyslov, Adrijan Mychal'čyšyn                                               | 7½ /10 |
| 3  | 1981 | Petăr Velikov, Tom Wedberg, Shaun Taulbut                                           | 7½ /10 |
| 4  | 1982 | Tom Wedberg                                                                         | 7½ /10 |
| 5  | 1983 | István Csom, Sergej Kudrin                                                          | 5½ /9  |
| 6  | 1984 | Nick de Firmian, Aleksander Sznapik                                                 | 7½ /10 |
| 7  | 1985 | Karel Mokry                                                                         | 7½ /10 |
| 8  | 1986 | Vasilij Smyslov, Oleksandr Černin Evgenij Pigusov, László Cserna                    | 7 /10  |
| 9  | 1987 | Bjørn Brinck-Claussen                                                               | 7½ /10 |
| 10 | 1988 | Rafael Vaganian                                                                     | 8 /10  |
| 11 | 1989 | Lars Karlsson, Aleksander Sznapik, Jens Kristiansen                                 | 7½ /10 |
| 12 | 1990 | Konstantin Lerner                                                                   | 7½ /10 |
| 13 | 1991 | Jurij Dochojan, Jurij Piskov                                                        | 8 /10  |
| 14 | 1992 | Sergej Smagin, Matthew Sadler, John Emms, Avigdor Bykhovsky                         | 7½ /10 |
| 15 | 1993 | Igor Khenkin, John Emms, Henrik Danielsen                                           | 7½ /10 |
| 16 | 1994 | Valerij Nevjerov, Michail Brodskij                                                  | 7½ /10 |
| 17 | 1995 | Lars Bo Hansen                                                                      | 8 /10  |
| 18 | 1996 | Viktor Korčnoj                                                                      | 8½ /11 |
| 19 | 1997 | Helgi Grétarsson, Carsten Høi, Erling Mortensen, Lars Schandorff                    | 8½ /11 |
| 20 | 1998 | Hannes Stefánsson [1]                                                               | 8½ /11 |
| 21 | 1999 | Alexander Baburin, Tiger Hillarp Persson                                            | 8½ /11 |
| 22 | 2000 | Boris Gul'ko, Lars Bo Hansen, Jonny Hector                                          | 8½ /11 |
| 23 | 2001 | Michail Gurevič, Aleksandr Rustemov, Peter H. Nielsen, Lev Psachis, Nick de Firmian | 8½ /11 |
| 24 | 2002 | Sergej Tivjakov, Aleksandr Beljavskij, Rubén Felgaer                                | 8½ /11 |
| 25 | 2003 | Krishnan Sasikiran                                                                  | 9 /11  |
| 26 | 2004 | Darmen Sadvakasov, Leif Johannessen, Nick de Firmian                                | 8 /10  |
| 27 | 2005 | Konstantin Sakaev                                                                   | 8 /10  |
| 28 | 2006 | Vadym Malachatko [2]                                                                | 7½ /9  |
| 29 | 2007 | Michal Krasenkov [3]                                                                | 8 /10  |
| 30 | 2008 | Sergej Tivjakov [4]                                                                 | 8 /10  |
| 31 | 2009 | Parimarjan Negi, Boris Avruch                                                       | 8½ /10 |
| 32 | 2010 | Pavel Eljanov                                                                       | 8½ /10 |
| 33 | 2011 | Igor' Kurnosov                                                                      | 8½ /10 |
| 34 | 2012 | Ivan Čeparinov [5]                                                                  | 8 /10  |
| 35 | 2013 | Parimarjan Negi [6]                                                                 | 9 /10  |
| 36 | 2014 | Bu Xiangzhi [7]                                                                     | 9 /10  |
| 37 | 2015 | Markus Ragger [8][9]                                                                | 8 /10  |

## Vincitori dello Xtracon Chess Open
| # | Anno | Vincitori                 | Punti  |
| - | ---- | ------------------------- | ------ |
| 1 | 2016 | Matthias Blübaum [10][11] | 8 /10  |
| 2 | 2017 | Baadur Jobava             | 8½ /10 |
| 3 | 2018 | Jon Ludvig Hammer         | 8½ /10 |
| 4 | 2019 | R Praggnanandhaa          | 8½ /10 |